# Yamagata-Lobanow-Abkommen
Das Yamagata-Lobanow-Protokoll (jap. 山縣・ロバノフ協定, Yamagata-Robanofu Kyōtei; russisch Протокол Лобанова — Ямагаты, Protokol Lobanowa-Jamagaty) war ein Abkommen zwischen dem Japanischen Kaiserreich und dem Russischen Kaiserreich, das am 9. Juni 1896 in Moskau unterzeichnet wurde. Das Protokoll regelte Streitfragen der beiden Mächte in Bezug auf Korea.

## Kontext
Nach dem Sieg des Japanischen Kaiserreichs über das Kaiserreich China im Ersten Japanisch-Chinesischen Krieg konkurrierten Japan und Russland um Einfluss auf der Koreanischen Halbinsel. Die russische Position wurde gestärkt, als der koreanische König Gojong nach der Ermordung der Königin Min im Oktober 1895 in der russischen Gesandtschaft in Hanseong Zuflucht suchte. 
Nachdem bereits im Frühjahr 1896 mit dem Komura-Weber-Memorandum ein erster Schritt zu einem Abbau der sich verschärfenden Spannungen zwischen dem Kaiserreich Japan und dem russischen Zarenreich gemacht worden war, erhielt Yamagata Aritomo, der sich mit einer Delegation anlässlich der Krönungszeremonie von Zar Nikolaus II. in Moskau aufhielt, die geheime Weisung, eine Vereinbarung über die Interessenssphären in Korea mit der russischen Regierung zu verhandeln.

## Inhalt
Der ursprüngliche Entwurf, den Yamagata dem russischen Außenminister Alexei Borissowitsch Lobanow-Rostowski präsentierte, sah im Falle einer militärischen Besetzung der Halbinsel durch japanische und russische Truppen eine Teilung Koreas entlang des 38. Breitengrades vor. In der tatsächlich geschlossenen Vereinbarung tauchte diese Klausel jedoch nicht auf.
Das Protokoll bekräftigte die koreanische Unabhängigkeit und die Notwendigkeit von Reformen. Geheimklauseln bestimmten jedoch, dass beide Staaten in gegenseitigem Einvernehmen Truppenverschiebungen vornehmen konnten und eine gleiche Anzahl von Truppen beider Mächte im Lande stationiert blieb, bis ein koreanisches Militär und ausreichend koreanische Polizeikräfte organisiert werden konnten. Weiterhin wurde festgelegt, dass der koreanische König bis zur Reorganisation der Palastwache bei der russischen Gesandtschaft verbleiben sollte.
Die allgemeinen Bestimmungen dieses Vertrags wurden 1898 zusammen mit dem Komura-Waeber-Memorandum veröffentlicht.